# Emile Béaruné
Emile Béaruné (* 7. Februar 1990 in Nouméa, Neukaledonien) ist ein neukaledonischer Fußballspieler auf der Position eines Verteidigers. Er ist aktuell bei Hienghène Sport und in der Neukaledonischen Nationalmannschaft aktiv.

## Karriere

### Verein
Béaruné begann seine Profikarriere 2010 im neukaledonischen Verein FC Gaïtcha. Zusammen mit seinem Bruder Georges Béaruné gewann er 2011 seinen ersten Vereinstitel. Im Finale des nationalen Ligapokals besiegte das Team die Mannschaft von AS Magenta mit 2:0. Zwei Jahre später gewann er mit den Verein seine erste Meisterschaft. In der OFC Champions League scheiterte Béaruné mit seinen Team erst im Halbfinale gegen die favorisierten Neuseeländer vom Auckland City FC. Zur Saison 2016 wechselte er zum Ligakonkurrenten AS Horizon Patho, konnte dort jedoch keine Erfolge feiern. Béaruné verließ den Verein 2019 und schloss sich Hienghène Sport in Koné an. Hier gewann er im ersten Jahr das Triple mit Meisterschaft, Ligapokal und der OFC Champions League. 2020 wurde er mit den Verein Vizemeister und holte erneut den neukaledonischen Pokal. Seinen bisher letzten Titel gewann er im Jahr 2021 mit der nationalen Meisterschaft, bevor der Spielbetrieb aufgrund der COVID-19-Pandemie eingestellt wurde.

### Nationalmannschaft
Sein Debüt für die Neukaledonische Fußballnationalmannschaft gab Béaruné im Rahmen des Coupe de l’Outre-Mer am 23. September 2010 gegen die Auswahl aus Guadeloupe. Er nahm an mehreren Qualifikationsspielen für die Fußball-Weltmeisterschaft teil, konnte bisher jedoch keine nennenswerten Erfolge erzielen. Seinen bisher letzten Einsatz im Trikot der Nationalmannschaft absolvierte Béaruné am 21. März 2022, im Rahmen der Weltmeisterschafts-Qualifikation, gegen die Auswahl von Papua-Neuguinea.

### Erfolge
Verein
- Neukaledonischer Meister: 2013, 2019, 2021
- Neukaledonischer Pokalsieger: 2011, 2019, 2020
- OFC Champions League: 2019